# Elecciones parlamentarias de Hungría de 1958
Las elecciones parlamentarias se llevaron a cabo en la República Popular de Hungría el 16 de noviembre de 1958. Como en todas las elecciones durante dicho régimen, a los votantes se les entregaba una lista única con candidatos del Partido Socialista Obrero Húngaro, y algunos candidatos independientes pro-comunistas. El Partido de los Trabajadores Húngaros obtuvo 276 escaños, mientras que los 62 restantes fueron para los candidatos independientes.

## Resultados
| Partido                            | Votos     | %    | Escaños | +/– |
| ---------------------------------- | --------- | ---- | ------- | --- |
| Partido Socialista Obrero Húngaro  | 6.431.832 | 99.6 | 276     | +70 |
| Independientes                     | 6.431.832 | 99.6 | 62      | –30 |
| En Contra                          | 28.651    | 0.4  | –       | –   |
| Votos en blanco/anulados           | 33.197    | –    | –       | –   |
| Total                              | 6.493.680 | 100  | 338     | +40 |
| Votantes registrados/participación | 6.600.686 | 98.4 | –       | –   |